# Massimo Maccarone
Massimo Maccarone (Galliate, Italia, 6 de septiembre de 1979) es un exfutbolista y entrenador italiano. Es el entrenador del Ghiviborgo de la Serie D desde 2022.
Como futbolista, jugaba de delantero y pasó la mayoría de su carrera en su país, donde disputó nueve temporadas de Serie A. Fue internacional absoluto en la selección de Italia, con la que disputó dos encuentros en 2002.

## Clubes

### Como jugador
| Club              | País       | Año       |
| ----------------- | ---------- | --------- |
| Milan             | Italia     | 1998-2000 |
| Modena (préstamo) | Italia     | 1998      |
| Prato (préstamo)  | Italia     | 1998-1999 |
| Varese (préstamo) | Italia     | 1999      |
| Prato             | Italia     | 1999-2000 |
| Empoli            | Italia     | 2000-2002 |
| Middlesbrough     | Inglaterra | 2002-2007 |
| Parma (préstamo)  | Italia     | 2004-2005 |
| Siena (préstamo)  | Italia     | 2005      |
| Siena             | Italia     | 2007-2010 |
| Palermo           | Italia     | 2010-2011 |
| UC Sampdoria      | Italia     | 2011-2014 |
| Empoli            | Italia     | 2012-2014 |
| Empoli (préstamo) | Italia     | 2014-2017 |
| Brisbane Roar     | Australia  | 2017-2018 |
| Carrarese         | Italia     | 2018-2020 |

### Como entrenador
| Club       | País   | Año           |
| ---------- | ------ | ------------- |
| Ghiviborgo | Italia | 2022-presente |

## Distinciones individuales
| Distinción              | Año               |
| ----------------------- | ----------------- |
| Goleador de la Serie C2 | Temporada 1999/00 |